# Buse (tuyère)
Pour les articles homonymes, voir Buse.

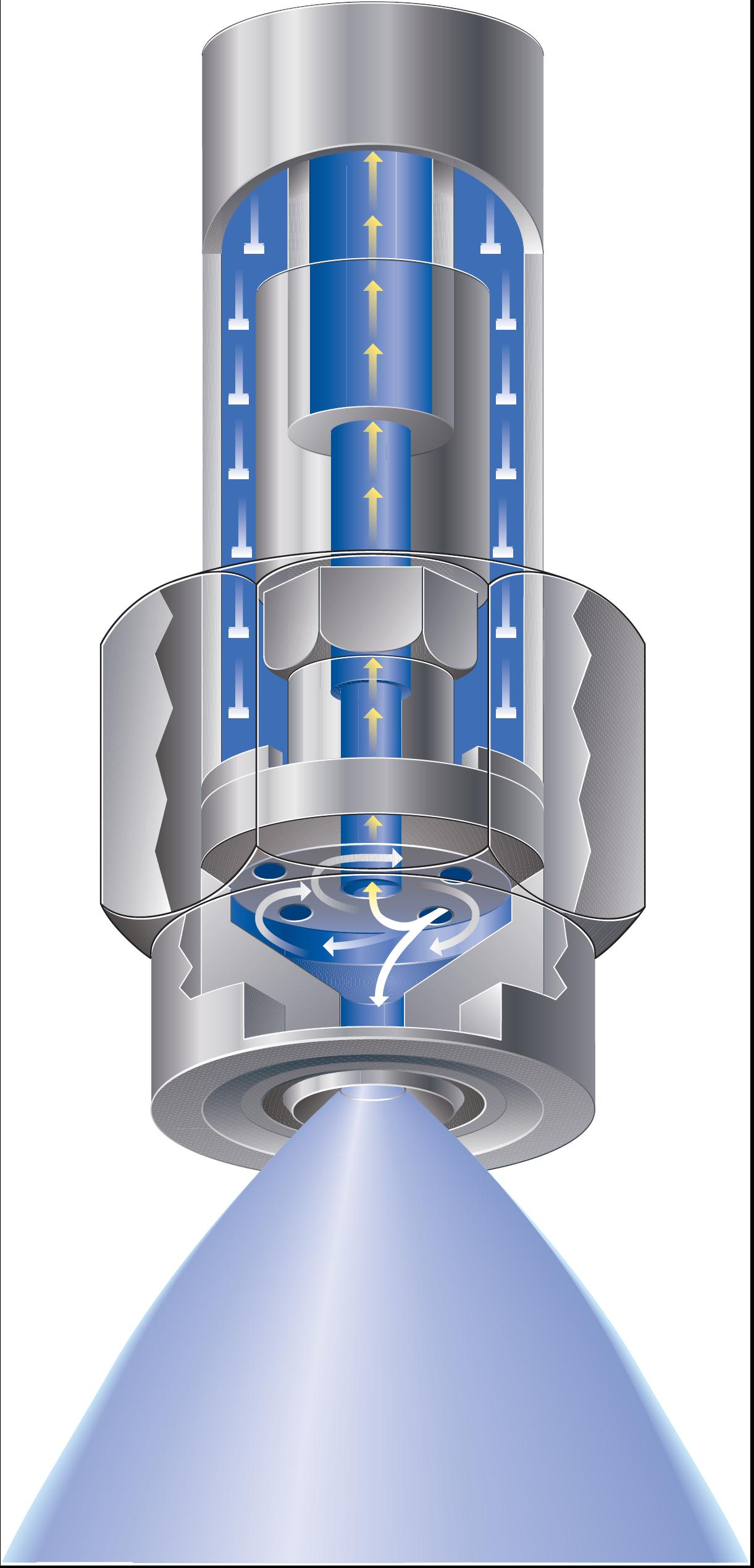
Schéma de buse

Une buse quelquefois appelée ajutage, etc., est un embout placé à l'extrémité d'un tuyau dans lequel circule un ou plusieurs fluides destinés à assurer une des fonctions suivantes : dispersion de ce(s) fluide(s) dans un grand volume, pulvérisation (sprinkler) projection à grande vitesse ou/et mélange de ces fluides. Les fonctions assurées par la buse reposent sur la forme du conduit qui exploite les propriétés de la tuyère.

## Vocabulaire
Les termes suivants peuvent être plus appropriés dans certains domaines :
- ajutage – Terme de plomberie et de fontainerie désignant un « petit tuyau de forme et de dimension variables que l'on adapte à l'orifice d'un réservoir, d'une canalisation, d'une enceinte contenant un fluide sous pression, afin d'en régler le débit ou de modifier la forme du jet ; par métonymie, l'orifice lui-même[1] ». En termes de fontainerie, il s'agissait début XIXe siècle d'une pièce de cuivre conique ou cylindrique, que l'on vissait sur un écrou soudé au bout d'une souche de tuyau pour former et conduire différents jets d'eau.
- gicleur (de carburant) – Terme de génie mécanique
- filière - Terme de technologie textile
- tuyère – Terme de plomberie et de génie mécanique
- buse, busette, buselure ou buse d'injection – Terme de plomberie, de métallurgie et de génie mécanique
- venturi – Terme de génie mécanique
- embouchure, embout
- éjecteur
- bouche

## Buse d'injection
Une buse d'injection est utilisée pour injecter un fluide dans un réceptacle. Par exemple, en mécanique automobile, l'essence est injectée dans l'air au niveau du carburateur par une buse, la quantité d'essence (et donc la richesse du mélange carburant / comburant) étant réglée par la vanne papillon, ouverte par la pédale de l'accélérateur (on "met les gaz").
Plus récemment, avec le perfectionnement des injecteurs du moteur Diesel, l'électronique contrôle le débit de la buse d'injection par rétrécissement du col d'ouverture.

## Buse de détente
Dans un réfrigérateur, le passage du tuyau fin haute pression au tuyau gros basse pression, provoquant la détente de Joule-Thomson (loi de Joule) s'effectue par une buse de détente, rétrécissement contrôlant le débit du fréon. Lors de la détente, beaucoup de fréon s'évapore, ce qui par transfert de chaleur latente capte énormément de calories (ou donne beaucoup de frigories) : c'est ainsi qu'est « produit » le froid, à l'intérieur du réfrigérateur. Il faudra ensuite à l'aide d'un compresseur comprimer de nouveau le fréon à l'extérieur du réfrigérateur (les tuyaux noirs au dos extérieur de l'appareil, qui dégagent de la chaleur), pour que le cycle continue. Voir réfrigérateur.

## Microbuse detuyère
Pour obtenir des jets atomiques très froids.

## Buse depulvérisateur
Une buse est aussi la pièce que l'on place au bout du (ou des) tuyau(x) de tous les appareils servant à pulvériser.
|                | Débit en L/min | Débit en L/min | Débit en L/min | Débit en L/min | Débit en L/min | Débit en L/min | Débit en L/min | Débit en L/min | Débit en L/min |
| Pression (bar) | orange         | vert           | jaune          | lilas          | bleu           | rouge          | marron         | gris           | blanc          |
| -------------- | -------------- | -------------- | -------------- | -------------- | -------------- | -------------- | -------------- | -------------- | -------------- |
| 1              | 0,23           | 0,35           | 0,46           | 0,57           | 0,69           | 0,92           | 1,15           | 1,39           | 1,85           |
| 1,5            | 0,28           | 0,42           | 0,57           | 0,71           | 0,85           | 1,13           | 1,41           | 1,70           | 2,26           |
| 2              | 0,33           | 0,49           | 0,65           | 0,82           | 0,98           | 1,31           | 1,63           | 1,96           | 2,61           |
| 2,5            | 0,37           | 0,55           | 0,73           | 0,92           | 1,10           | 1,46           | 1,83           | 2,19           | 2,92           |
| 3              | 0,40           | 0,60           | 0,80           | 1,00           | 1,20           | 1,60           | 2,00           | 2,40           | 3,20           |
| 3,5            | 0,43           | 0,65           | 0,86           | 1,08           | 1,30           | 1,73           | 2,16           | 2,59           | 3,46           |
| 4              | 0,46           | 0,69           | 0,92           | 1,15           | 1,39           | 1,85           | 2,31           | 2,77           | 3,70           |
| 5              | 0,50           | 0,76           | 1,02           | 1,28           | 1,52           | 2,04           | 2,54           | 3,06           | 4,08           |
| 6              | 0,57           | 0,85           | 1,13           | 1,40           | 1,70           | 2,26           | 2,83           | 3,40           | 4,53           |

## Buse dechalumeau
Lors de la soudure de deux pièces métalliques au chalumeau, le niveau de puissance de flamme de chalumeau est déterminé par la buse. Dans la pratique, pour des tuyaux cylindriques, on multiplie le diamètre du tube (en mm) par 10 pour obtenir le calibre de la buse (ex : pour un tube de 20 mm de diamètre intérieur on prendra une buse de calibre 200).

## Galerie

Schémas de différents types de buse
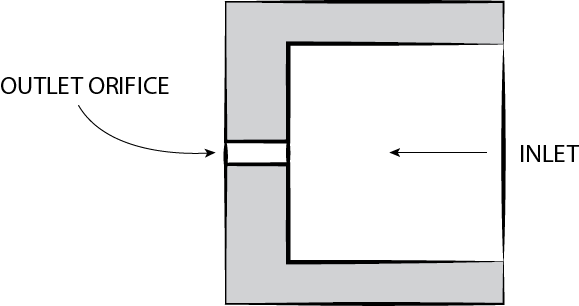
Buse d'injection
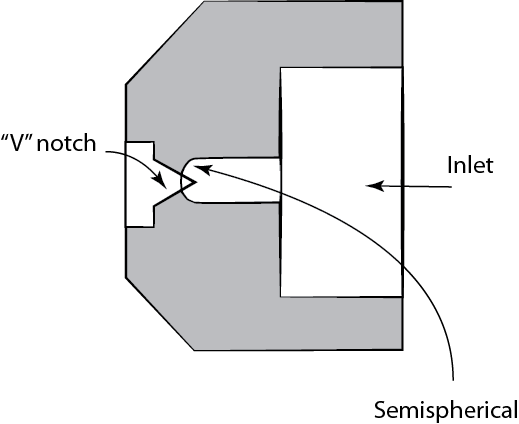
Buse de pulvérisateur
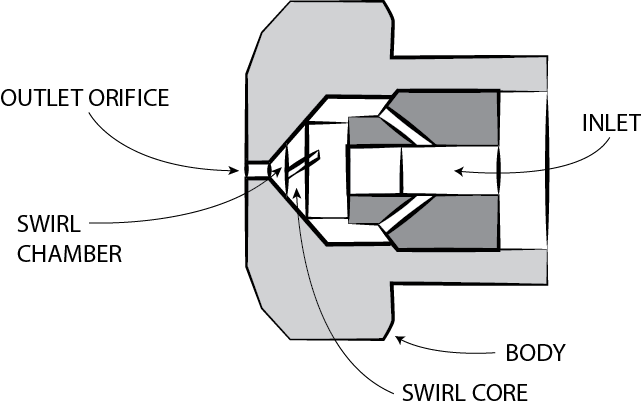
Buse d'injection à tourbillon
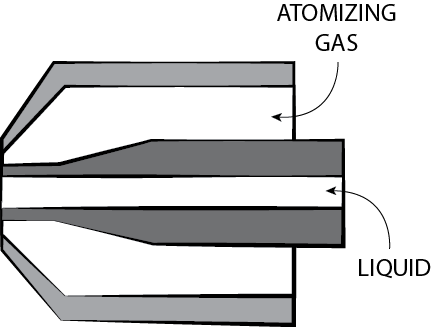
Buse mélangeant deux fluides
- Différentes buses de pulvérisation